# Йохан Кристоф фон Бартенщайн
Йохан Кристоф фон Бартенщайн (на немски: Johann Christoph von Bartenstein) е държавник и дипломат на служба на Хабсбургската монархия. Той основава австрийската фамилия на „фрайхерен фон Бартенщайн“.

## Биография
Роден е на 23 октомври 1689 година в Страсбург. Той е син на Йохан Филип Бартенщайн (1650 – 1726), който от Тюрингия отива в Страсбург и става професор по философия и ръководител на гимназията в Страсбург. Майка му е от фамилия на учени от Страсбург.
Йохан Бартенщайн следва в Страсбург езици, история и право. Завършва през 1709 г. и право през 1711 г. На 19 години той пътува до Париж, където има контакт с бенедиктинците. След това заминава за Виена, където имперският дворцов съветник Готфрид Вилхелм Лайбниц му помага и съветва за кариера в държавното управление.
През 1715 г. той става католик и се мести във Виена. Той прави бързо кариера в имперския двор. През 1719 г. Карл VI го издига в рицарското съсловие, 1732 (или 1733) той става благородник, имперски фрайхер. След това се издига на таен съветник и вице-канцлер на австрийската държавна канцелария като става най-тесен съветник на младата Мария Терезия. След смъртта на Карл VI през 1740 г. той остава свързан с дъщеря му Мария Терезия и години наред участва в Хабсбургската фамилна и външна политика.
През 1753 г. 64-годишният Бартенщайн чрез Венцел Антон фон Каунитц-Ритберг е сменен като ръководител на външната политика и започва да се занимава с вътрешната политика. Накрая Бартенщайн е директор на „Тайната домашна архива“ и пише учебници за трон-принц Йозеф II.
Умира на 6 август 1767 година във Виена на 77-годишна възраст.

## Фамилия
Йохан Кристоф фон Бартенщайн се жени 1725 г. за Мария Кордула Холер фон Доблхоф, дъщеря на Франц Холер фон Доблхоф, проф. Д-р мед. (1646 – 1725) и Мария Катарина Майр (1658 – 1738). Те имат два сина:
- Йозеф Филип Кристоф фон Бартенщайн (1726 – 1804), фрайхер на Бартенщайн, женен за фрайин Мария Анна Антония Михаела фон Буол († 1773); баща на:
  - Антон фон Бартенщайн († 1831), фрайхер на Бартенщайн, женен за фрайин Мария Анна фон Браун; баща на:
    - Катарина фон Бартенщайн (1803 – 1862), омъжена за граф Маркус Лауренц фон Мигнот фон Буси (1796 – 1862)
- Кристоф Инокенц фон Бартенщайн (1731 – 1761), фрайхер на Бартенщайн, женен за Барбе Мари Оси 1732 – 1797); баща на:
  - Кристоф Йохан Баптист фон Бартенщайн (1757 – 1843), фрайхер на Бартенщайн, женен на 13 февруари 1781 г. за Мария Катарина Хелман, баронеса де Термерен (1756 – 1817); баща на
    - Мария Кристина Гхизлайна фон Бартенщайн (1786 – 1848, омъжена на 9 октомври 1810 г. за граф Каспар Филип фон Шпигел цум Дезенберг (1776 – 1837)
    - Франц Йозеф Гхизлайн фон Бартенщайн (1783 – 1818), фрайхер на Бартенщайн, женен за фрайин София Мария Гхизлайна фон Бартенщайн (* 1786)

  - Йохан Кристоф Йозеф фон Бартенщайн (1759 – 1843), фрайхер на Бартенщайн, женен на 21 май 1782 г. в Брюксел за баронеса Изабела Хелман де Термерен (1759 – 1834); баща на:
    - София Мария Гхизлайна фон Бартенщайн († 1786), омъжена за фрайхер Франц Йозеф Гхизлайн фон Бартенщайн (1783 – 1818)

## Наследство и памет
Той оставя на наследниците си големи земи в Долна Австрия и Силезия. Двамата му сина основават две фамилни линии, по-младата изчезва през 1847 г., а по-старата през 1866 г. по мъжка линия.
През 1799 г. фрайхер Кристоф Йохан фон Бартенщайн купува господството Фалкенщайн в Долна Австрия. Йохан фрайхер фон Бартенщайн купува господството Пойзбрун и построява капелата гробница на Бартенщайн във Фалкенщайн.
През 1873 г. във Виена близо до парламента наричат улицата „Бартенщайнгасе“ на него.